# Ovambo

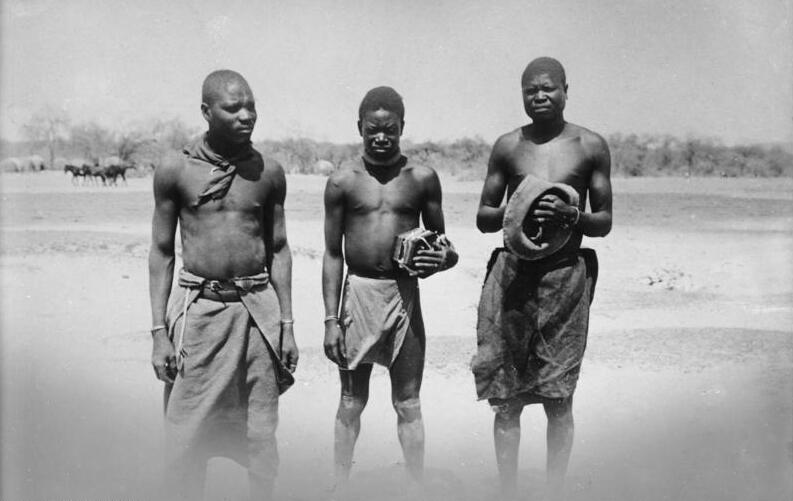
mannen van het Ovambovolk

Ovambo of Owambo zijn een bevolkingsgroep in Namibië en het zuiden van Angola. De meeste Ovambo wonen in het noorden van Namibië en vormen ongeveer de helft van de Namibische bevolking. Een minderheid van de Ovambo woont in de aangrenzende Angolese provincie Kunene. Hier worden zij gewoonlijk aangeduid als Ambo.

## Stammen en talen
De Ovambo zijn verdeeld over acht stammen die elk een eigen koning hebben en elk hun eigen taal/dialect kennen. Vanwege overeenkomsten onderling zijn de talen van de Ovambo in een taalgroep ingedeeld: Oshiwambo.
De verschillende stammen en hun taal/dialect zijn:
1. Oukolonkadhi – Oshikolonkadhi
2. Oukwaluudhi – Oshikwaluudhi
3. Ongandyera – Oshingandyera
4. Ombalantu – Oshimbalantu
5. Ombadja – Oshimbadja
6. Oukwambi – Oshikwambi
7. Oukwanyama – Oshikwanyama
8. Ondonga – Oshindonga

De gebieden van de Oukwanyama en Ombadja worden doorsneden door de grens met Angola.

## Macht
De Ovambo vormen de achterban van de SWAPO partij. Kopstukken van de partij zijn Ovambo en bij de verkiezingen halen de andere partijen in Ovamboland nauwelijks stemmen. Omdat bijna de helft van de bevolking in Ovamboland woont zijn partijen geleid door politici van andere bevolkingsgroepen zo goed als kansloos.

## Historie

### Bantoestan Ovamboland
Tijdens de koloniale overheersing van Namibië hebben de autoriteiten zich in vergelijking tot andere bevolkingsgroepen niet veel met de Ovambo in het noorden bemoeid. De macht werd veelal overgelaten aan de traditionele leiders. De oorlog tussen de Duitse troepen en de Herero en de Nama is aan het noorden van Namibië voorbijgegaan. De Zuid-Afrikanen mengden zich wat meer in thuisland Ovamboland. Zo werd de opstandige koning Mandume ya Ndemufayo van de Kwanyama’s in 1917 door het Zuid-Afrikaanse leger gedood. In 1932 werd koning Iipumbu ya Tshilongo van de Kwambi vanwege zijn ‘oncoöperatieve houding’ met geweld tot aftreden gedwongen. Mandume ya Ndemufayo is door zijn optreden een voorbeeld van verzet tegen de Zuid-Afrikaanse bezetter geworden.

### Contractarbeid
Veel Ovambo-mannen werkten tijdens de apartheid als contractarbeiders in de mijnen bij Tsumeb of in Zuid-Afrika, in de visserij-industrie in Walvisbaai of zuidelijker in de diamantindustrie bij Oranjemund. Het was verboden om hun gezin mee te nemen en daardoor leefden ze lange tijd gescheiden van vrouw en kinderen die in het thuisland achterbleven. De contracten duurden vaak 12 of 18 maanden en om financiële of praktische redenen reisden de mannen veelal tussentijds niet terug voor familiebezoek. De mannen verbleven meestal in eenvoudige barakken en door verveling en de lange gedwongen scheiding van het gezin, zijn prostitutie en alcoholisme gemeengoed geworden. De erbarmelijke omstandigheden waaronder de mannen leefden vormen een directe aanleiding voor het verzet tegen het apartheidsysteem. De eerste staking brak uit in de kopermijnen bij Tsumeb in 1955.

### Onafhankelijkheidsstrijd
De gewapende strijd tegen de Zuid-Afrikaanse autoriteiten heeft zich voornamelijk in Ovamboland afgespeeld. Sinds de marxistische MPLA aan de macht was gekomen in onafhankelijk Angola mocht de gewapende tak van de SWAPO, PLAN, bases in het zuiden van Angola opzetten. Vervolgens voerde het daarvandaan haar guerrilla-acties uit tegen Zuid-Afrikaanse doelen. Koevoet, de Zuid-Afrikaanse speciale antiguerrilla-eenheid bestreed in Ovamboland de gewapende acties van PLAN. In de strijd werden ook veel burgers het slachtoffer. Officiële cijfers in Namibië spreken van zeker 10.000 doden.